# Armando Manuel de Almeida e Silva Marques Guedes
Armando Manuel de Almeida e Silva Marques Guedes GCC • MPSD • MPCN • MPAH • MPMA (Porto, 25 de Dezembro de 1919 – Lisboa, 30 de Setembro de 2012) foi um jurista, professor universitário e magistrado português. Foi o 1.º Presidente do Tribunal Constitucional, exercendo funções de 6 de Abril de 1983 a 2 de Agosto de 1989.

## Carreira
Armando Manuel de Almeida e Silva Marques Guedes era filho de Armando Manuel Marques Guedes e de sua mulher Leonor de Almeida e Silva.
Licenciado em Direito e, em 1954, Doutorado em Direito, em Ciências Político-Económicas, pela Faculdade de Direito da Universidade de Lisboa, Marques Guedes prosseguiu a carreira académica, alcançando o grau de Professor Catedrático do Instituto Superior de Ciências Sociais e Política Ultramarina (Universidade Técnica de Lisboa) e, depois, da Faculdade de Direito da Universidade de Lisboa e da Faculdade de Direito da Universidade Católica Portuguesa.
Especializou-se em Direito Constitucional, Direito Administrativo e Direito Internacional. Deixou importante e vasta obra científica e introduziu em Portugal o ensino do Direito Internacional Marítimo. Entre outras disciplinas regeu Direito Internacional Público, Direito Constitucional, Ciência Política e Direito do Mar.
Exerceu também importantes funções docentes na Instituição Militar, sendo Professor no Instituto de Altos Estudos Militares (Exército Português), Instituto Superior Naval de Guerra (Marinha Portuguesa) e Instituto de Altos Estudos da Força Aérea (Força Aérea Portuguesa). Foi também Assessor do Instituto de Defesa Nacional.
Em 1990/91 foi Presidente do Conselho Superior do Instituto Universitário Europeu de Fiesole (Florença). Foi Presidente do Instituto de Cultura e Língua Portuguesa e Presidente da Comissão do Património Cultural Subaquático. Foi representante de Portugal na Comissão Consultiva contra o Racismo e a Xenofobia junto do Conselho de Ministros da União Europeia (MNE) e na Comissão Democracia pelo Direito (Comissão de Veneza) do Conselho da Europa.
Desde 1993 até ao seu falecimento foi Provedor dos CTT.
Em 2006, era presidente do Instituto Diplomático.

## Magistratura
Em 22 de Novembro de 1982 Armando Marques Guedes foi eleito Juiz Conselheiro do Tribunal Constitucional pela Assembleia da República por maioria qualificada (superior a 2/3 dos votos), conforme previsto pela Constituição, para um mandato de 6 anos a iniciar em 1983 com a instalação do Tribunal. Tomou posse em 6 de Abril de 1983.
Em 6 de Abril de 1983 foi eleito pelos demais Juízes Presidente do Tribunal Constitucional, para um mandato de 3 anos. Seria reeleito para novo mandato em 1986. Cessou funções a 2 de Agosto de 1989.

## Condecorações e Medalhas

### Condecorações e Medalhas Nacionais
- Grã-Cruz da Ordem Militar de Nosso Senhor Jesus Cristo (10 de Junho de 1990) – Presidente Mário Soares[6]
- Medalha Militar de Prata de Serviços Distintos (Forças Armadas)
- Medalha de 1.ª Classe da Cruz Naval (Marinha)
- Medalha de 1.ª Classe de D. Afonso Henriques - Mérito do Exército (Exército)
- Medalha de 1.ª Classe de Mérito Aeronáutico (Força Aérea)
- Medalha Vasco da Gama (Marinha)

### Condecorações Estrangeiras
- Cavaleiro de Grã-Cruz da Ordem do Mérito da República Italiana de Itália (18 de Julho de 1990) – Presidente Francesco Cossiga[7]

## Casamento e descendência
Casou com Maria Clara de Barros Serra (4 de Fevereiro de 1927 - Cascais, Estoril, 20 de Janeiro de 2009), filha de Eurico Simões Serra (Vila Nova da Barquinha, Vila Nova da Barquinha, Entroncamento (hoje Entroncamento), 8 de Janeiro de 1902 - 1985) e de sua mulher Maria Adelaide Pinto de Barros da Costa, com geração, incluindo Luís Maria de Barros Serra Marques Guedes.[carece de fontes?]